# Rio Armăsarul (Olt)
O Rio Armăsarul é um rio da Romênia afluente do rio Olt, localizado no distrito de Vâlcea.